# Ian Wilmut
Ian Wilmut (ur. 7 lipca 1944 w Hampton Lucy, zm. 10 września 2023) – brytyjski embriolog, kierownik zespołu w Roslin Institute, który jako pierwszy sklonował w 1996 ssaka – owcę Dolly.

## Życiorys
Jego rodzice byli nauczycielami. Uczęszczał do szkoły w Scarborough. Ukończył University of Nottingham, w 1971 roku doktoryzował się na University of Cambridge.
Po studiach pracował na University of Cambridge, w 1973 roku przeszedł do Animal Breeding Research Organisation, poprzednika Instytutu Roslin. Od 2005 roku pracował na Uniwersytecie Edynburskim, w 2012 roku przeszedł na emeryturę. W 2018 roku zdiagnozowano u niego chorobę Parkinsona.
W 1999 roku odznaczony Orderem Imperium Brytyjskiego, a w 2008 roku otrzymał tytuł szlachecki. W 2008 roku został laureatem Nagrody Shawa w dziedzinie nauk przyrodniczych i medycyny.